# Il fantasma galante
Il fantasma galante (The Ghost Goes West) è un film del 1935 diretto da René Clair.
Tratto dal racconto Sir Tristram Goes West di Eric Keown, il film venne presentato in concorso alla 4ª Mostra del Cinema di Venezia.

## Trama
Un ricco imprenditore americano fa un viaggio in Scozia perché vuole acquistare un castello. Il miliardario lo fa smontare pezzo per pezzo e se lo porta in America, ma non s'accorge che insieme al castello si porta dietro anche un fantasma, condannato a restare nel castello per essere morto da codardo in battaglia... Infatti per rompere la maledizione del padre, lo spettro ha bisogno di riscattarsi con qualcuno e quel qualcuno sarà proprio il proprietario della sua dimora.

## Produzione
Il film fu prodotto dalla London Film Productions. Deluso per l'insuccesso di Le Dernier Milliardaire, René Clair accetta la proposta di Alexander Korda di girare tre film in Inghilterra nel giro di due anni.

### Soggetto
L'idea di trarre un film dal racconto Sir Tristram Goes West di Eric Keown è di Alexander Korda ma piacque molto anche al regista.

### Sceneggiatura
Il regista, nella stesura della sceneggiatura, collaborò con l'autore del racconto e con due sceneggiatori, Geoffrey Kerr e Robert E.Sherwood.

### Riprese
Venne girato nei Denham Studios, a Denham nel Buckinghamshire.

### Musica
Nel prologo e nelle scene del castello Clair usa una musica liturgica e folklorica; quando sono in scena gli americani, invece, si sente musica moderna e ad alto volume della radio e dei grammofoni.

## Distribuzione
Distribuito dall'United Artists Corporation, il film fu presentato in prima a Londra il 17 dicembre 1935. Uscì nelle sale cinematografiche USA il 7 febbraio 1936 dopo una prima tenuta a New York il 10 gennaio.

## Accoglienza
Il film ebbe successo nei paesi di lingua inglese, meno in Francia.

## Riconoscimenti
Nel 1936 il National Board of Review of Motion Pictures lo inserì tra i migliori film stranieri dell'anno.

## Critica
Per il Dizionario Mereghetti è «una commedia graziosa sospesa tra il fantastico e l'ironico [...] valorizzata dal garbo del cast».

## Struttura
Il film si compone di un prologo e quattro parti.

### Prologo
Murdoch Glourie, nobile scozzese, non ama la guerra e preferisce correre appresso alle belle ragazze. Muore ingloriosamente, ucciso dall'odiato vicino di casa Mc Laggan. Il vecchio padre lo condanna a vagare come fantasma fin che non avrà vendicato l'onore degli avi.

### Prima parte
Due secoli dopo, l'ultimo erede dei Glourie, perseguitato dai creditori, vende il castello in rovina a un ricco industriale americano che lo smonta, imballa e spedisce a casa sua, in Florida.

### Seconda parte
Già sulla nave che trasporta il castello in America, una grande pubblicità accompagna l'evento e il ricco americano è consapevole di aver fatto un grande affare.

### Terza parte
Castello e fantasma sono al centro dell'interesse degli organi di informazione e delle mire di altri affaristi. È addirittura oggetto di una interrogazione parlamentare.

### Quarta parte
Una grandiosa festa è indetta per l'inaugurazione del catello, perfettamente ricostruito. Culmina con l'apparizione del fantasma a mezzanotte. Il fantasma ritrova un erede dei Nac Laggan e vendica l'antica onta. Può finalmente dormire in pace e il suo erede vivrà felice nel nuovo continente, godendosi i soldi e l'amore di Peggy, la figlia dell'americano.

## Racconto cinematografico
(Giovanna Grignaffini, René Clair, pp. 88-92)